# Auszarijja
Auszarijja (arab. أوشرية) – wieś w Syrii, w muhafazie Aleppo, w dystrykcie Manbidż. W 2004 roku liczyła 978 mieszkańców.